# Ulla Roxby
Ulla Britt Margareta Engström Roxby, född Roxby 15 juni 1952 i Bromma, är en svensk vissångare. 
Efter gymnasiestudier vid Nya Elementar utbildade hon sig till psykolog vid Stockholms universitet. Fritiden ägnade hon åt sitt andra stora intresse, sången. Sina första engagemang fick hon i musikföreningen Ungdom med Ton i Stockholm. Där fanns sångaren Ove Engström och snart upptäckte man att deras röster klingade bra ihop och de började få flera engagemang tillsammans. 1975 började paret sjunga på heltid och samma år gjorde de sin skivdebut med LP:n Många, många mil, som blev vald till veckans LP i riksradions P3. Två år senare medverkade duon vid Folkparkernas Artistforum i Helsingborg, ett framträdande som ledde till TV-debut i TV 1:s Nöjessverige och flera turnéer runt om i landet och medverkan i TV-program som Nygammalt, Gomorron Sverige och Café Norrköping. Duon har också spelat in 14 skivalbum.  

## Diskografi
- 1975 – Många, många mil (LP)
- 1976 – Du och jag (LP)
- 1977 – Musik och sång (LP)
- 1978 – Ove Engströms & Ulla Roxbys bästa (LP)
- 1979 – Kärleken kommer – 12 svenska visor (LP)
- 1980 – Visa i vintertid (LP)
- 1982 – Nu kommer musikanterna (LP)
- 1983 – Vi måste lära oss att tala med varandra (Singel)
- 1984 – Volgasånger – 13 ryska folkvisor på svenska (LP)
- 1986 – Melodier man minns (LP)
- 1989 – Vals i Fårösund (MC)
- 1994 – Volgasånger – 17 ryska folkvisor på svenska (CD)
- 2000 – Tänd många ljus i december (Julsånger, CD)
- 2005 – En sång för våra vänner (23 nya & gamla visor, CD)